# Categoria profissional
Categoria são personagens submetidas diretamente à jurisdição de determinado sindicato, e por ele representadas nas negociações e dissídios coletivos e/ou individuais.  
As categorias são divididas em econômica e profissional.
As categorias profissionais representam os trabalhadores empregados, como os industriários, os bancários, os comerciários, etc. 
Existem diversos setores de atividades econômicas nas quais as categorias estão inseridas, como os industriais e comerciais, havendo em cada um deles várias subdivisões, como indústria alimentícia, metalúrgica, comércio, hoteleiro, entre outras. 
Por exemplo, para a categoria econômica da construção civil, existe o sindicato das indústrias da construção civil, e para a categoria profissional, existe o sindicato dos trabalhadores na indústria da construção civil, ou seja, o sindicato patronal e laboral de cada uma delas.
Não se deve confundir categoria com profissão, que são conceitos distintos. Por exemplo, pedreiro é uma profissão, mas se este profissional for contratado aos serviços de uma indústria têxtil, pertencerá à categoria dos têxteis, devido à atividade preponderante da mesma.
Porém, algumas profissões são consideradas por lei, categorias diferenciadas, e terão o seu próprio sindicato. 
Categoria profissional diferenciada, segundo o dicionário de Maria Helena Diniz, é  Aquela que se forma dos empregados que exercem profissões ou funções diferentes, por força de estatuto profissional especial ou em consequência de condições de vida singulares.
É o caso dos engenheiros que, reúnem todos os profissionais de uma determinada base territorial. (art. 511 da CLT), assim, um engenheiro contratado para uma indústria metalúrgica, para exercer este cargo, será filiado ao sindicato dos engenheiros, e não ao sindicato dos metalúrgicos.
Outros exemplos de categoria diferenciada são: secretárias, técnicos de segurança do trabalho e químicos.